# Wemberich van Berchem

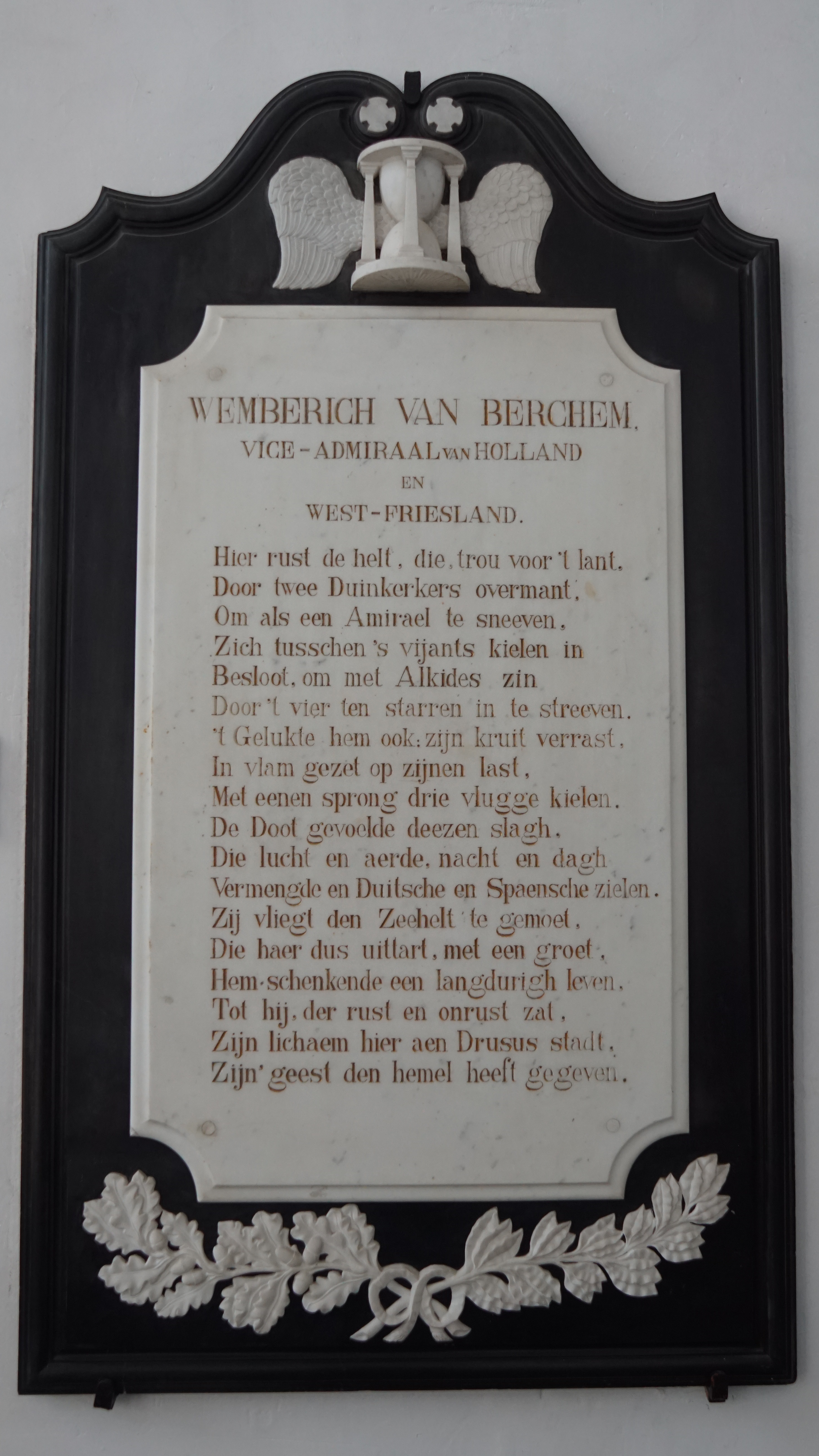
Gedenkplaat in de Martinikerk te Doesburg voor viceadmiraal Wemberich van Berchem.

Wemberich van Berchem (Doesburg, circa 1580 – Doesburg, 30 mei 1653) was een viceadmiraal van Holland en West-Friesland.

## Biografie
Wemberich van Berchem, meestal Wemmer genoemd, was een edelman afkomstig uit een voorname familie in Gelderland. In de Tachtigjarige Oorlog leverde hij als zeekapitein rond 1605 aan een riviermonding in Cuba slag met een Spaanse vloot. Toen hij in het nauw werd gedreven blies hij zijn schip op. Hijzelf en een inheemse scheepsjongen waren de enige overlevenden. Hij zat daarna een poos in een Cubaanse gevangenis maar wist na verloop van tijd te ontsnappen naar andere Nederlandse schepen. Zijn verhaal staat opgetekend in het veertiende deel van Nicolaes van Wassenaars Historisch verhaal aller gedenkwaardigste geschiedenissen, dat verscheen in 1628 en dat aan hem opgedragen is.
In 1607 ging hij voor een Amsterdamse rederij met drie schepen naar Angola om handel te drijven in de koninkrijken Loango en Congo. Er werd daar ivoor gekocht. Koopman op een van de schepen (de Neptunus) was Pieter van den Broecke. In februari 1609 keerden de schepen terug en kwamen in juni weer in Nederland aan.

### VOC

#### DeHazewind
Van Berchem trad toen in dienst van de VOC, die hem eind 1609 met het jacht Hazewind naar Indië zond om namens de Staten-Generaal overal het Twaalfjarig Bestand bekend te maken. Hiermee zouden de vijandelijkheden tussen de Nederlanders en de Spanjaarden en Portugezen moeten stoppen. In Lissabon zou hiertoe ook een Spaans-Portugese gezant aan boord komen, maar dat is om onbekende reden niet gebeurd. Van Berchem waarschuwde in januari vanuit Lissabon dat 'de regte meening en intentie van die van Spanje...is India weder te incorporeren'. Toen de kort na Van Berchem naar Indië vertrokken gouverneur-generaal Pieter Both met zijn schepen bij de Kaapverdische Eilanden aankwam om te victualiseren werd hij begroet met kanonschoten en beweerde de Spaanse gouverneur van niets te weten.

#### De Coromandelkust

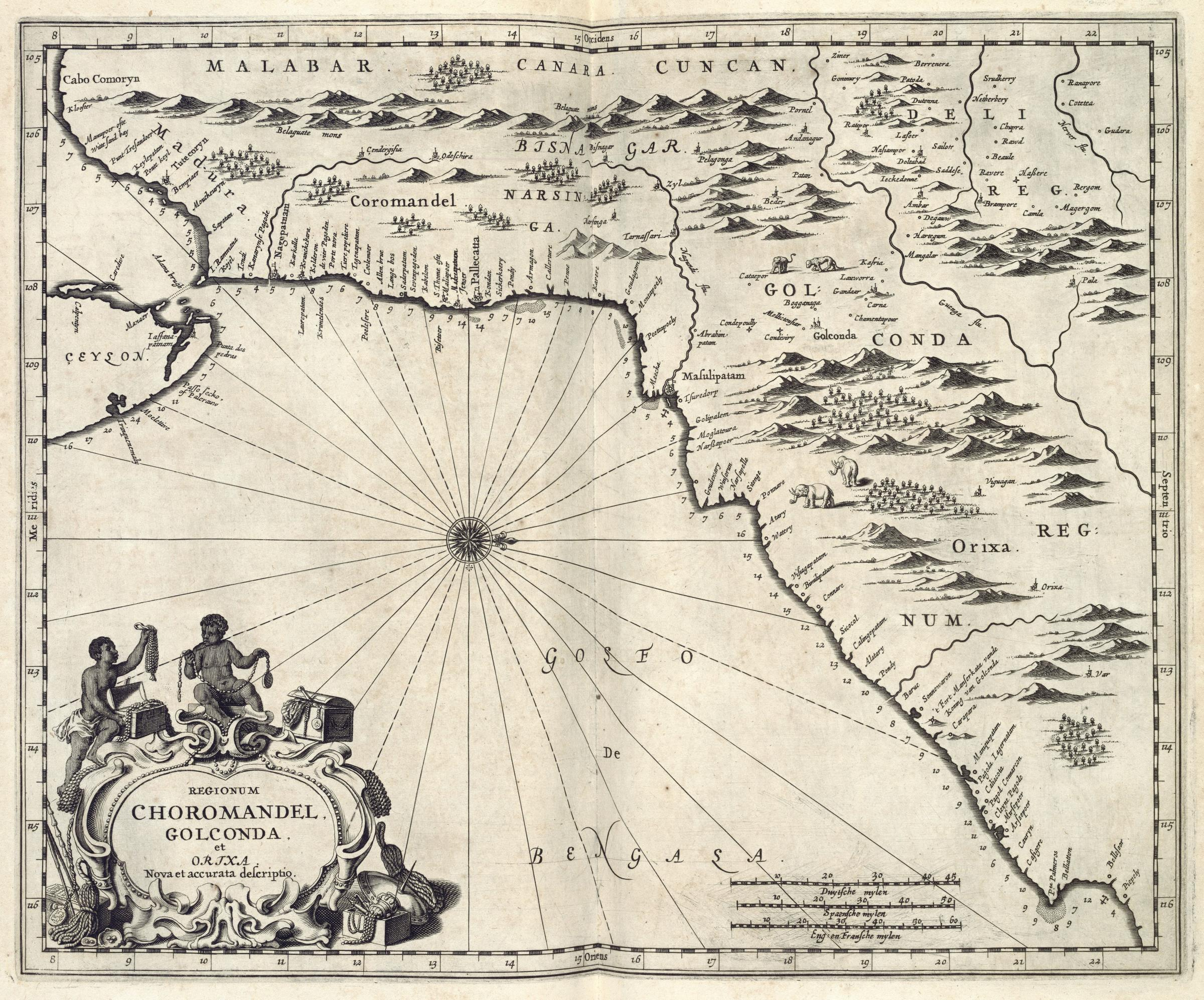
De Coromandelkust.

De Hazewind kwam op 1 oktober in Bantam aan. In januari 1611 ging Van Berchem als koopman op het schip Vlissingen met de vloot van Pieter Both naar Banda. Daar hielp hij mee met de bouw van fort Belgica. In mei werd hij aangesteld als opvolger van Jan van Wesick als algemeen directeur van de vanaf 1605 gestichte factorijen aan de Coromandelkust. Met de Ter Goes (schipper Cornelis Reijersen) ging hij in augustus via Bantam en Atjeh naar Paliacatte en Masulipatnam, waar hij in juli 1612 de post van Van Wesick overnam. Hij reisde vervolgens met geschenken naar het hof van de vorst van Golconda in het binnenland, waar hij als eerste Nederlander een audiëntie kreeg. Op 15 september ontving hij een koninklijke firman (handelsvergunning) voor de VOC en een 'brieff van credentie' voor iedereen in Masulipatnam om 'de Hollanders aldaer alle behoorlycke eer ende respect te bewysen'. De handel van de VOC aan de Coromandelkust bestond vooral uit de aankoop van de in de dorpen in het binnenland vervaardigde lijnwaden (geschilderde katoenen doeken) die dienden als ruilmiddel voor specerijen in de Molukken.

#### Casteel Geldria

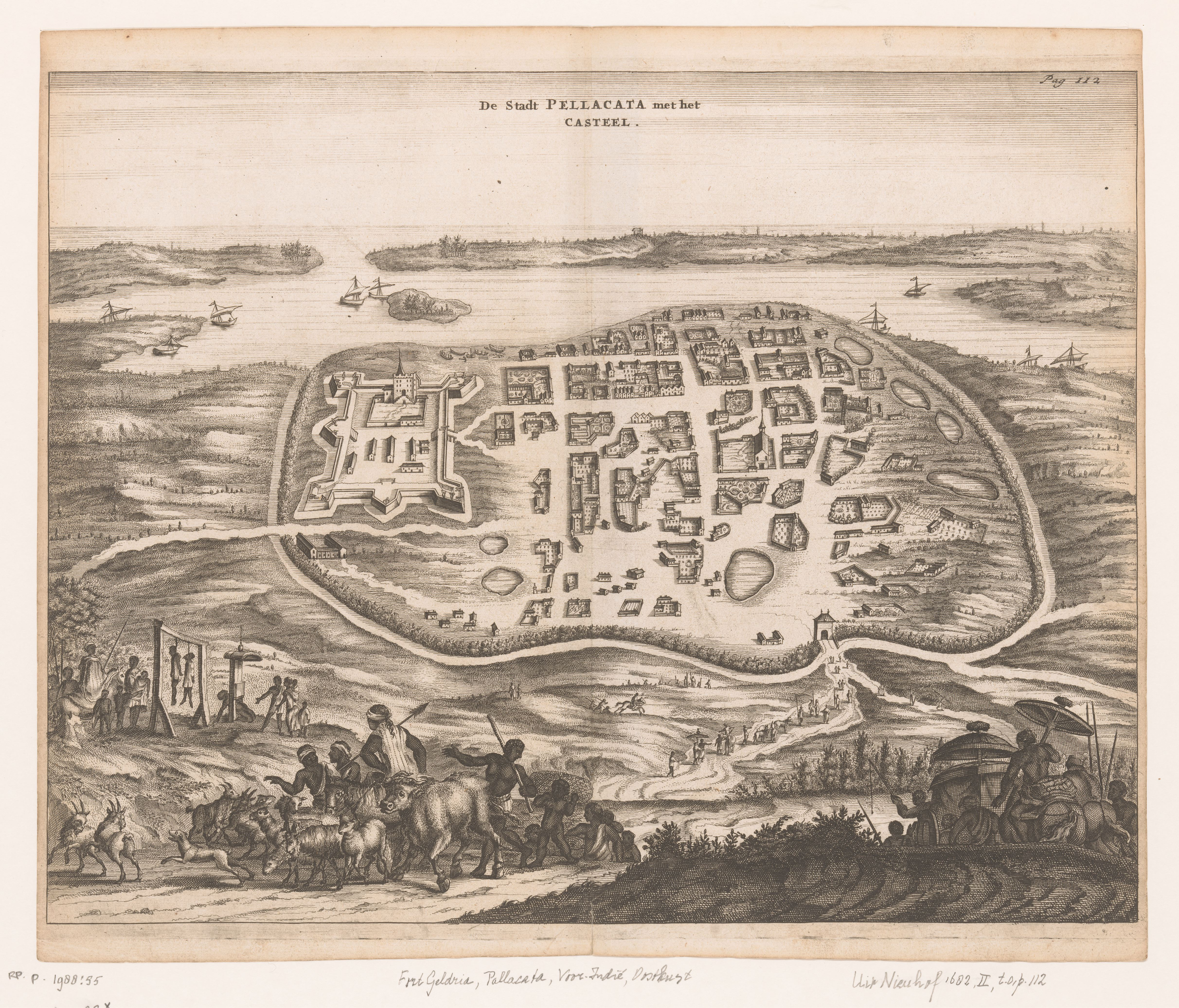
Paliacatte eind 17e eeuw.

Intussen hadden de Portugezen vanuit het vlakbij gelegen St. Thomé de VOC-factorij in Paliacatte verwoest en de medewerkers vermoord of ontvoerd. Van Berchem spoedde zich erheen. Van Venkatapati Raya, de 'grote coninck' van Carnatica in Vellore, een overblijfsel van het Vijayanagararijk, kreeg hij toestemming om er een fort te bouwen. Dit kwam in de loop van 1613 gereed en werd door Van Berchem Casteel Geldria genoemd. Binnen het fort bevond zich de factorij, genaamd kantoor Both. Het fort moest al snel een belegering door een met de Portugezen bevriende Indiase vorst doorstaan, gevolgd door een orkaan en ernstige overstromingen. Van Berchem zelf ontsnapte aan een poging tot vergiftiging door werknemers omgekocht door de Portugezen.
Ook de Engelsen toonden interesse. Eind 1613 ontving hij het Engelse schip de Globe met Pieter Willemsz, die een grote hoeveelheid indigo (blauwe kleurstof) inkocht. De stad Paliacatte nam na de vestiging van de VOC snel in inwoneraantal toe. In april 1616 meldde men meer dan 10.000 inwoners. De kust was zo succesvol dat volgens Van Berchem 'dese Coromandelsche Cust meer als andre quartieren tot Bachus ende Venus sijn geïnfecteert'. Om de vooruitgang te bevorderen adviseerde hij huwelijken tussen de alleenstaande Nederlanders en inheemse vrouwen om een samenleving te vormen. In april 1616 trouwden in Casteel Geldria elf Nederlandse soldaten. Twee met Nederlandse, de andere met inheemse vrouwen. Aan Pieter Both stuurde Van Berchem als geschenk een lijnwaad met een daarop geschilderde afbeelding van Casteel Geldria.

#### Masulipatnam

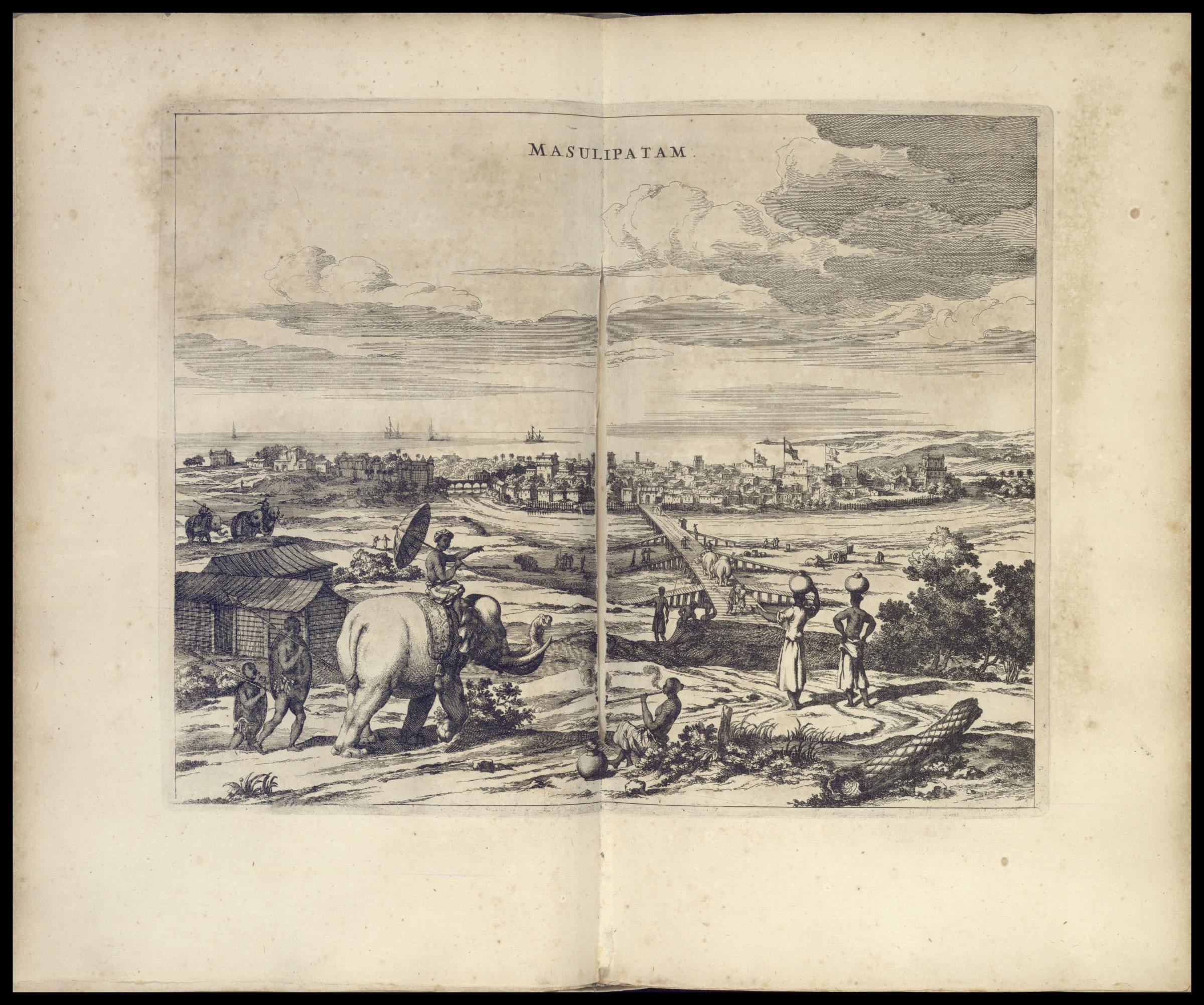
Masulipatnam eind 17e eeuw.

Van Berchem verbleef regelmatig in Masulipatnam. In augustus 1614 kreeg hij daar met behulp van veel geschenken aan de havildar (gouverneur), de sjahbandar (havenmeester) en andere hoogwaardigheidsbekleders toestemming van de vorst van Golconda om er een vaste verblijfplaats voor de VOC te bouwen, zij het nog niet van steen. Hij voorzag veel handelsmogelijkheden langs de kust, en vroeg Both om 300.000 realen van achten, handelsgoederen en in lijnwaden gespecialiseerde kooplieden te sturen. Directeur-generaal Jan Pieterszoon Coen was het met hem eens, maar hij had het geld niet. 'Connen nyet eenen duyt senden', schreef hij aan de Heren XVII.
Op 6 juli 1614 verscheen er een gezant uit Ceylon met zijn gevolg bij Van Berchem met een verzoek van de koning van Kandy om militaire bijstand tegen de Portugezen op het eiland. Het verzoek was bemiddeld door de onderkoopman Marcelis de Boshouwer die al enkele jaren in Ceylon verbleef. Van Berchem verwees het verzoek door naar Both.
Op 16 augustus, na afloop van zijn vijfjarig contract, vroeg hij om ontslag, aangezien ‘mijne residentie als directeur van ‘s Compagnies kantoren op de Kust mij graauwe haaren op den kop gemaakt heeft’.

#### Terug naar Bantam

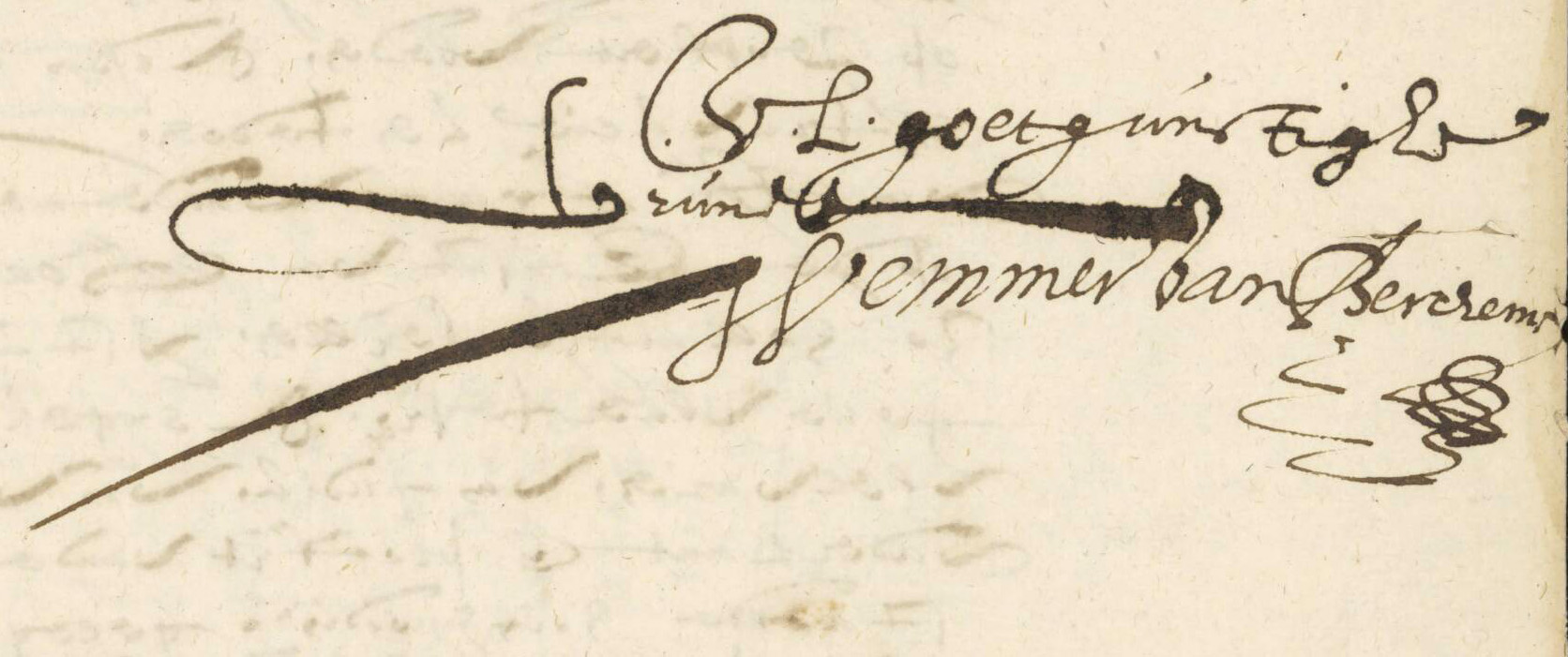
Handtekening van Wemmer van Berchem.

Van november 1614 tot juni 1615 werd de Coromandelkust bezocht door de ‘visitadeur-generaal’ en lid van de Raad van Indië Hans de Haze, om alle afzonderlijke boekhoudingen te sluiten, een totaaloverzicht te maken, en de factorijen op te nemen in de nieuwe generale boekhouding van Jan Pieterszoon Coen in Bantam. De Haze stuitte er op een hoogoplopende ruzie en competentiestrijd tussen Van Berchem en de opperkoopman Samuel Kindt, die hij evenwel, onder protest van Van Berchem, tot diens opvolger benoemde en stationeerde in Casteel Geldria. De Haze en Van Berchem (en ook De Boshouwer) gingen met de Rode Leeuw met Pijlen en de Ter Goes via Atjeh terug naar Bantam. Na schermutselingen met vier Portugese galjoenen in de Straat Malakka moest de al zwaar versleten Rode Leeuw met Pijlen afgedankt en verbrand worden. Na een lange door tegenwind bemoeilijkte reis kwam de Ter Goes pas in december in Bantam aan met een verlies van 42 opvarenden overleden aan scheurbuik.

#### De retourvloot

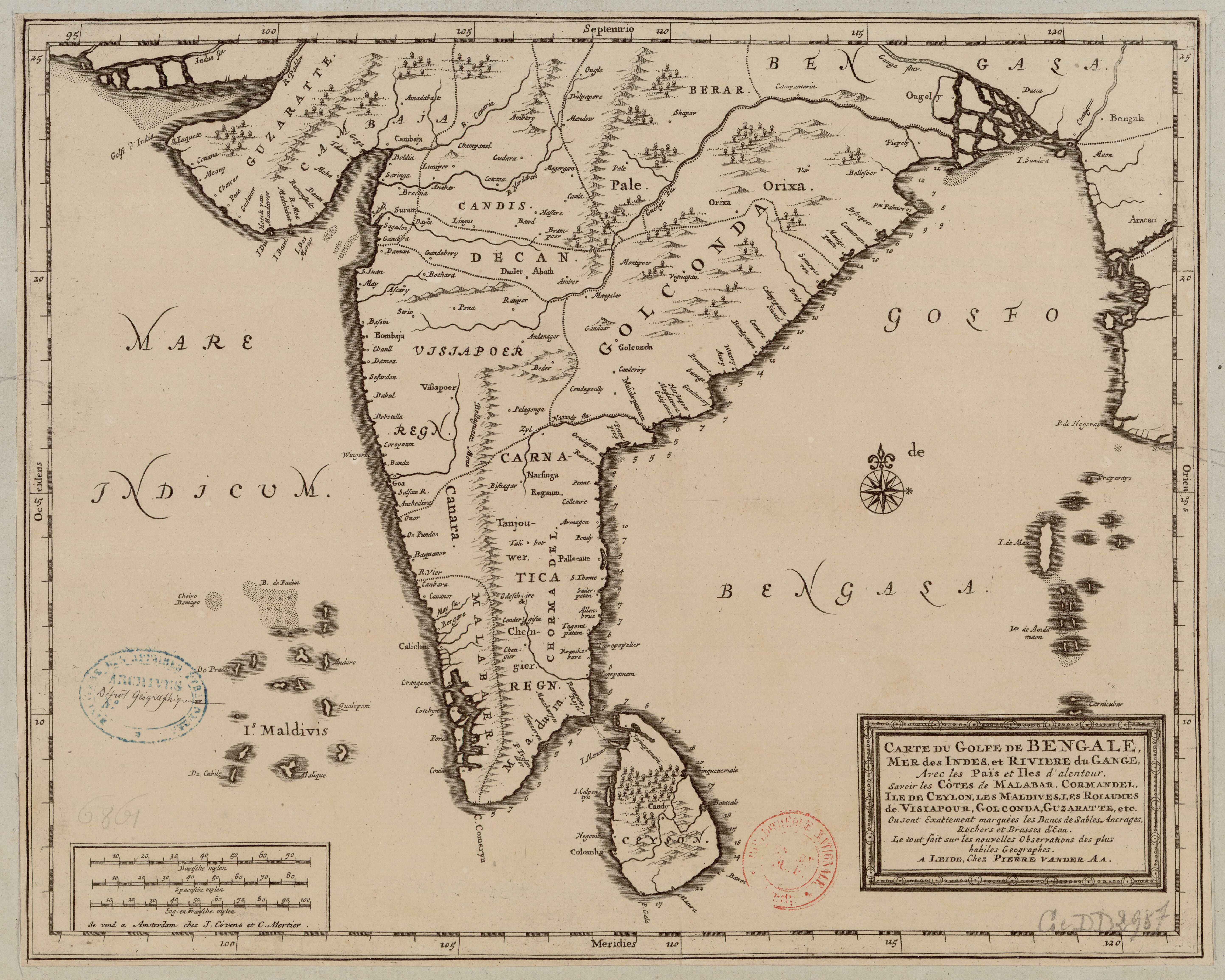
India op een kaart van ca. 1700.

In Bantam beschuldigde De Haze Van Berchem van slecht bestuur. Hij en zijn kooplieden zouden als gevolg van onkunde al die jaren slechte kwaliteit lijnwaden hebben ingekocht. Van Berchem had bovendien op veel te grote voet geleefd. De Haze vond dat er in plaats van een edelman beter een ervaren koopman benoemd had kunnen worden aangezien ‘Van Berchem niet alleen onervarenheid gehad heeft in negotie, maar zijne superbiteit en hoovaardye is zoo extraordinaarlijk groot geweest, dat ze al zijn verstand heeft verduisterd en benomen’. Coen was minder stellig. Hij schreef aan de Heren XVII: ‘Den directeur accuseert de cooplieden, ende sijnne coopluyden beschuldigen hem van de gedaene faulten; watter van sy, kenne Godt’. Omdat er geen tijd was om alles uit te zoeken kreeg Van Berchem alle tegen hem ingebrachte stukken mee om in Nederland zijn onschuld te bepleiten. Ook kreeg hij de eervolle benoeming van commandeur van de retourvloot van twee schepen: de Rotterdam en de Mauritius, waarmee hij in januari 1616 naar Nederland vertrok en in september aankwam. Daar verdedigde hij zich door te stellen dat hij aan de Coromandelkust niet als koopman maar als gouverneur was aangesteld, en dat zijn benoeming tot commandeur van de retourvloot erop wees dat men in Bantam van de beschuldigingen niet onder de indruk was. De Heren XVII beklaagden zich over de gang van zaken. Zij waren nog minder in staat de zaak te beoordelen dan de gezagsdragers in Bantam, en schreven dat Van Berchem of vrij gesproken of veroordeeld had moeten worden, en zeker geen commandeur van de retourvloot had mogen worden zolang er onduidelijkheid bestond.
Van Berchem vestigde zich aan de Koningsgracht in Amsterdam, en trouwde op 23 januari 1623 met de weduwe Anna Hunthum. Verder is in deze periode over Van Berchem weinig bekend. In 1620 was hij een van de kandidaten (met onder meer zijn ex-VOC collega Adriaen Maertensz. Block) die zich aanmeldden voor de positie van onderbevelhebber van de vloot van Willem de Zoete ter bestrijding van de Barbarijse zeerovers in de Middellandse Zee, maar de stadhouder Maurits koos voor Jochem Swartenhondt.

### Marine

#### Viceadmiraal

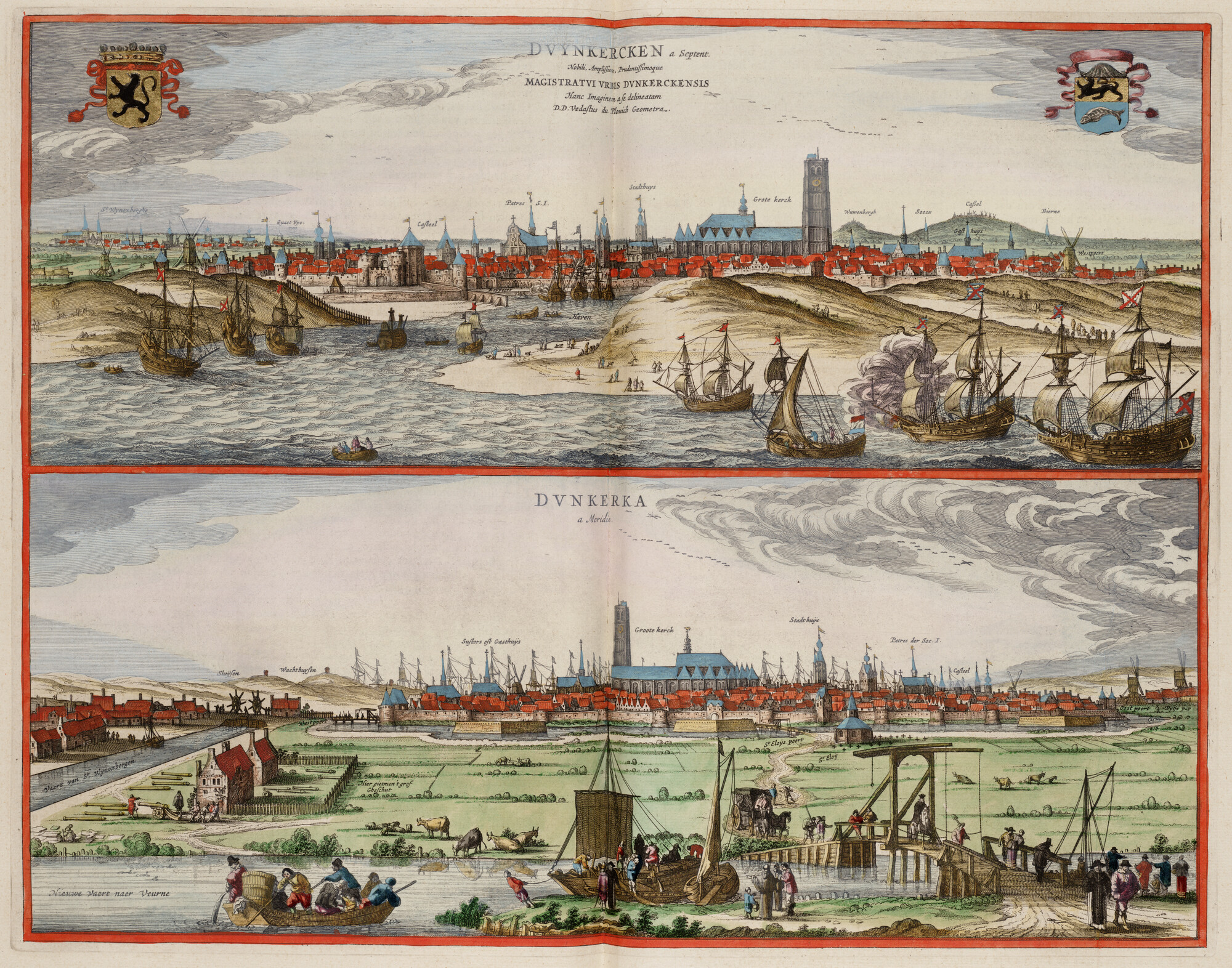
Zicht op Duinkerken vanaf zee en vanaf land.

Na afloop van het Twaalfjarig Bestand hervatten behalve het Spaanse leger ook de Duinkerker kapers hun activiteiten, en vormden vooral vanaf 1626 een grote plaag voor de visserij en de koopvaardij. Duinkerken zelf was tijdens het bestand veranderd in een bijna onneembare vesting en basis voor de kapers en Spaanse oorlogsschepen. Het was de taak van de Admiraliteiten om met eskaders Nederlandse schepen te konvooieren, de Vlaamse kust te blokkeren en te kruisen in de Noordzee en het Kanaal. Hiertoe had men twee luitenant-admiraals in dienst (van Holland en Zeeland) en daaronder vier viceadmiraals. Na de dood van de luitenant-admiraal van Holland Willem van Nassau in 1627 werd er geen opvolger benoemd maar op 28 april 1628 wel drie nieuwe viceadmiraals. Mannen die, zo schreef Cornelis van Wassenaer, ‘van ouds in reputatie waren geweest en nu niet in couragie verminderd waren'. Wemmer van Berchem werd benoemd door de Admiraliteit van Amsterdam, Jasper Liefhebber door die van de Maze, en Hillebrand Quast door die van het Noorderkwartier. Commandeur van het Zeeuwse eskader was Jan Evertsen. Luitenant-admiraal van Zeeland was jonkheer Philip van Dorp. In maart 1629 werd Piet Hein benoemd tot de nieuwe luitenant-admiraal van Holland. Hij sneuvelde echter drie maanden later en werd opgevolgd door Van Dorp.

#### De Duinkerker kapers

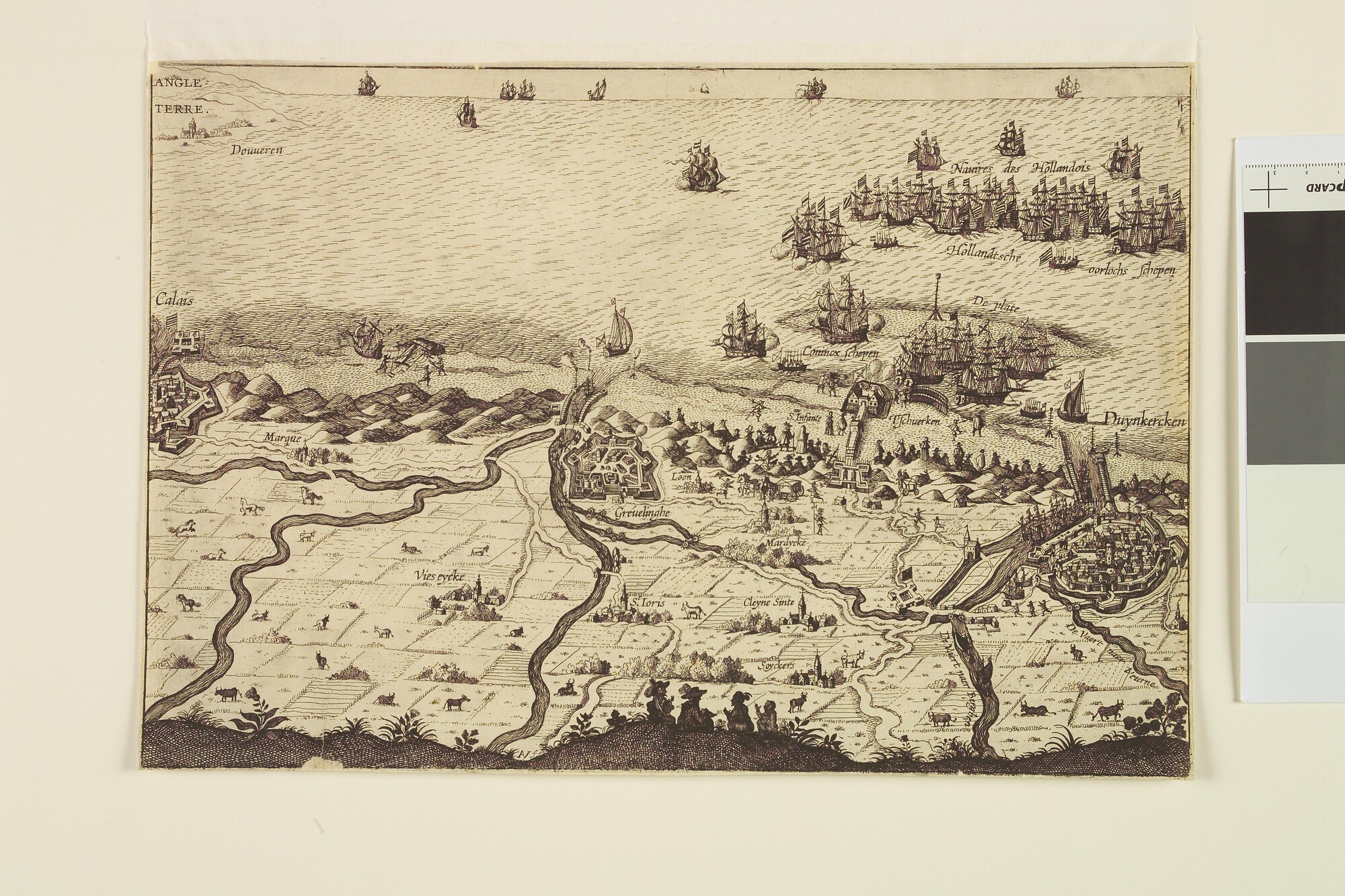
De Nederlandse vloot voor Duinkerken.

Van Berchem maakte met zijn kruiseskader meerdere tochten op de Noordzee. Het bestrijden van de kapers was echter moeilijk. De vloot was verwaarloosd ten gunste van de landoorlog en de Duinkerkers hadden snellere schepen: fregatten, rank en licht, waarmee zelfs geroeid kon worden bij windstiltes. Ze waren speciaal voor de kaapvaart gebouwd. De blokkades van het kapersnest waren nooit waterdicht. De vloot kon niet te dicht bij komen vanwege de zandbanken en de kanonnen van Duinkerken, en de kapers konden zich bij het uitvaren verschuilen tussen het overige scheepvaartverkeer. Jaarlijks maakten de Duinkerkers vanaf 1627 meer dan honderd Nederlandse schepen buit. Tot aan 1645, toen Duinkerken door de Fransen werd veroverd.
Na opnieuw een mislukte blokkade en het verlies van een groot aantal koopvaarders aan de kapers in 1637 werden Van Dorp en Liefhebber ontslagen. Toen stadhouder Frederik Hendrik de Staten van Holland vroeg om mensen te nomineren voor zijn opvolging werd Van Berchems naam niet genoemd, misschien vanwege gezondheidsproblemen. Genomineerden waren onder meer Maarten Tromp en Laurens Reaal, en als opvolger van Liefhebber, Jacques Specx en Witte de With. Benoemd werden Tromp en De With.

#### De blokkade van 1638

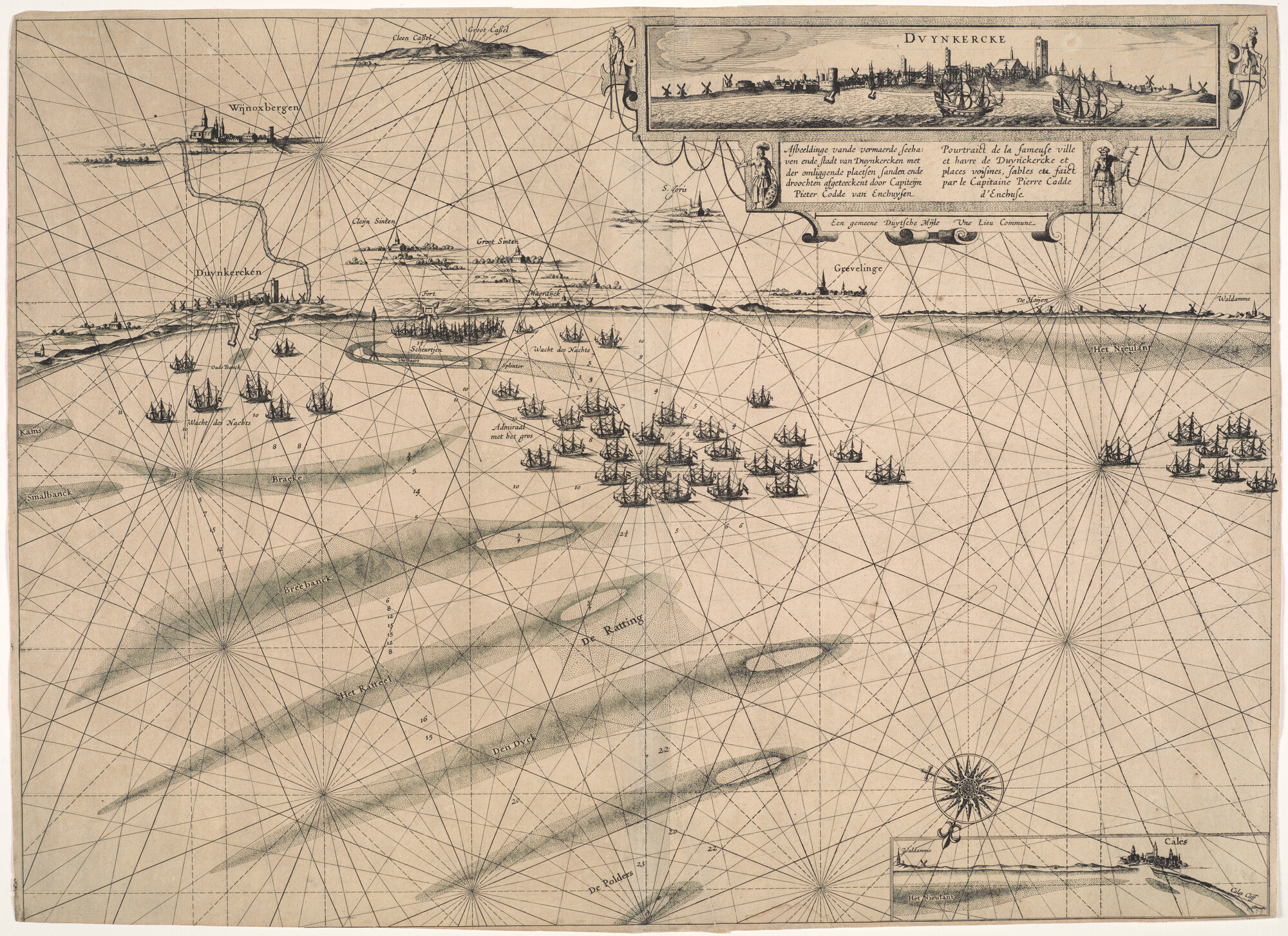
Kaart van Duinkerken met de zandbanken en de blokkadevloot.

Terwijl Tromp in 1638 voor Duinkerken lag om een lang voorbereidde grootscheepse uitbraak van kapers en Spaanse oorlogsschepen te voorkomen, blokkeerde Van Berchem de haven van het nabij gelegen Oostende. Vanwege zijn inmiddels slechte gezondheid had hij zich pas in juni bij zijn eskader kunnen voegen. Dat moest voorkomen dat zeven zich in Oostende verschuilende fregatten zouden uitvaren om de haringvloot (de Grote Visserij) aan te vallen of de Duinkerkers te helpen. Toen de fregatten er toch in slaagden te ontsnappen voer hij volgens afspraak naar de haringbuizen om die te beschermen, waarop de fregatten de handelsvloot uit Nantes aanvielen en vijf koopvaarders buit maakten. Van Berchem verliet daarop de vissersvloot om in Leith, de haven van Edinburgh, onderhoud aan zijn schepen te plegen. Intussen braken de stormmaanden aan en moest de blokkade worden opgeheven. Tromp ging met tien schepen terug naar Hellevoetsluis, de marinebasis, om te victualiseren. De With nam het commando over om met vijftien schepen de visserij en de koopvaart te blijven beschermen. Toen hij op 22 oktober de inmiddels uitgebroken Duinkerker vloot aanviel sloot Van Berchem zich met zijn schepen aan. In de daaropvolgende zeegevechten verloor zijn schip de Frederik Hendrik de helft van de fokkenmast en raakte het lek door een schot onder water. De With wilde dat hij doorvocht maar hij weigerde en zeilde terug naar Hellevoetsluis. 'Sonder mijn ordre', noteerde De With. Het journaal van Van Berchems tocht werd opgetekend door zijn secretaris. Overigens lukte het in het stormachtige weer niet om de Duinkerkers te verslaan, en de overige kapiteins van de vloot volgden met veel schade aan hun schepen het voorbeeld van Van Berchem. De With bleef met zijn Maeght van Dordrecht achter. 'Bevond mij alleen van mijn eskader', noteerde hij op 11 november in zijn logboek.

#### Ontslag

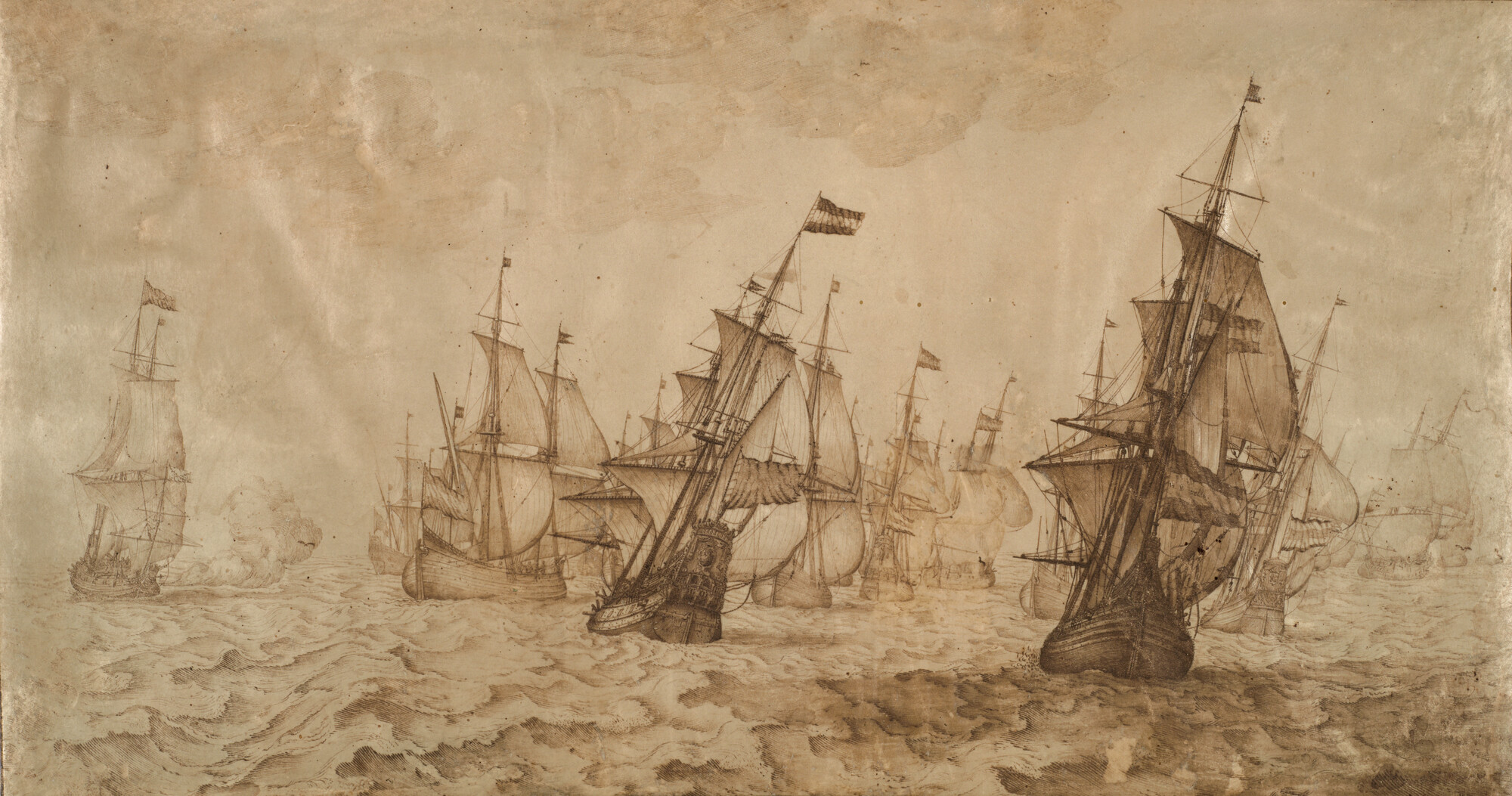
Aanval van Duinkerker kapers (uiterst links) op een konvooi van Nederlandse koopvaarders.

Wat volgde was een rechtsgeding en een onderzoek naar de terugkeer van de schepen onder leiding van Tromp dat vijf maanden duurde. Over die zaak is bijna niets bekend, behalve dat De With door een van de kapiteins en de luitenant van de Frederik Hendrik werd aangeklaagd wegens plichtsverzuim, dat hij daarvan door de krijgsraad in Den Haag werd vrijgesproken, en dat Tromp Van Berchem ervan beschuldigde zonder noodzaak Oostende te hebben verlaten. Vanwege ziekte verscheen Van Berchem niet in Den Haag om zijn zaak te bepleiten, maar stuurde een gevolmachtigde. Uiteindelijk werd hij van zijn viceadmiraalschap ontheven. In 1640 werd hij op non-actief gesteld met behoud van de helft van zijn salaris.
Hij overleed op 30 mei 1653 en werd op 12 juni bij zijn vrouw Anna Hunthums (geboren circa 1595, overleden 16 mei 1639) in de Martinikerk te Doesburg begraven. In 1855 werd in deze kerk een gedenkplaat te zijner nagedachtenis aangebracht, met een gedicht van de Deventer predikant en dichter Arnold Moonen uit 1686. Hierin is Van Berchems heldendaad verplaatst van het Cuba rond 1605 naar het Duinkerken van dertig jaar later, vermoedelijk als gevolg van een verkeerde lezing van de tekst van Nicolaes van Wassenaar. De tekst op de plaat luidt:

Hier rust de helt, die, trou voor 't lant,

 Door twee Duinkerkers overmant,

 Om als een Admirael te sneeven,

 Zich tusschen  's vijants kielen in

 Besloot, om met Alkides zin,

 Door 't vier ten starren in te streeven.

 't Gelukte hem ook: zijn kruit verrast,

 In vlam gezet op zijnen last,

 Met eenen sprong drie vlugge kielen.

 De Doot gevoelde deezen slagh.

 Die lucht en aerde, nacht en dagh

 Vermengde en Duitsche en Spaensche zielen.

 Zij vliegt den Zeehelt te gemoet,

 Die haer dus uittart, met een groet,

 Hem schenkende een langdurigh leven, 

 Tot hij, der rust en onrust zat, 

 Zijn lichaem hier aen Drusus stadt,

 Zijn' geest den hemel heeft gegeven.

- Biografisch Portaal: 82254325
- Digitale Bibliotheek voor de Nederlandse Letteren: berc021
- International Standard Name Identifier: 0000 0003 8808 1054
- Nederlandse Thesaurus van Auteursnamen: 115503862
- Virtual International Authority File: 281143907